# حكومة عدنان بدران
حكومة عدنان بدران هي الحكومة رقم 89 منذ أعلان استقلال إمارة شرق الأردن عام 1921 والسادسة في عهد الملك عبد الله الثاني. شكّل عدنان بدران الحكومة في 7 أبريل عام 2005، بتكليف من ملك الأردن عبد الله الثاني بن الحسين. وقد حلّت الحكومة في 24 نوفمبر 2005. ضمت الحكومة 26 وزيرا بما فيهم الرئيس. نالت الحكومة الثقة من البرلمان بأغلبية 67 نائبا في حين حجب الثقة عنها 36 نائبا وغاب واحد بينما امتنع ستة عن التصويت .

## تشكيل الحكومة
|    | الوزير             | الوزارة                                                  |
| -- | ------------------ | -------------------------------------------------------- |
| 1  | عدنان بدران        | رئيس الوزراء ووزير الدفاع                                |
| 2  | هشام التل          | نائبا رئيس الوزراء للشؤون البرلمانية والتنمية السياسية   |
| 3  | باسم عوض الله      | وزير المالية                                             |
| 4  | عبد الله عويدات    | وزير التنمية الاجتماعية                                  |
| 5  | عبد السلام العبادي | وزير الاوقاف والشؤون والمقدسات الاسلامية                 |
| 6  | توفيق كريشان       | وزير الشؤون البلدية                                      |
| 7  | خالد طوقان         | وزير التربية والتعليم ووزير للتعليم العالي والبحث العلمي |
| 8  | عبد الشخانبة       | وزير دولة للشؤون القانونية                               |
| 9  | صلاح الدين البشير  | وزير دولة لمراقبة الاداء الحكومي                         |
| 10 | علياء حاتوغ بوران  | وزير السياحة والاثار                                     |
| 11 | عزمي خريسات        | وزير الطاقة والثروة المعدنية                             |
| 12 | رائد أبو السعود    | وزير المياه والري                                        |
| 13 | اسمى خضر           | وزير الثقافة                                             |
| 14 | سعيد دروزة         | وزير الصحة                                               |
| 15 | يوسف الشريقي       | وزير الزراعة                                             |
| 16 | ناديا حلمي السعيد  | وزير الاتصالات وتكنولوجيا المعلومات                      |
| 17 | سعود نصيرات        | وزير النقل                                               |
| 18 | تيسير الصمادي      | وزير دولة لتطوير القطاع العام                            |
| 19 | محمد علي العلاونة  | وزير العدل                                               |
| 20 | عوني يرفاس         | وزير الداخلية                                            |
| 21 | فاروق القصراوي     | وزير الخارجية                                            |
| 22 | يوسف حياصات        | وزير الاشغال العامة والاسكان                             |
| 23 | شريف الزعبي        | وزير الصناعة والتجارة                                    |
| 24 | سهير العلي         | وزير التخطيط والتعاون الدولي                             |
| 25 | خالد الايراني      | وزير البيئة                                              |
| 26 | باسم خليل السالم   | وزير العمل                                               |

## وصلات خارجية
- موقع رئاسة الوزراء

| سبقه حكومة فيصل الفايز | تبعه حكومة معروف البخيت الأولى |